# Postal (Computerspielreihe)
Postal ist eine Computerspiele-Serie des US-amerikanischen Entwicklungsstudios Running with Scissors, Inc. (RWS). Teil eins erschien 1997 und erhielt 2003 einen Nachfolger, der auf der Unreal Engine basiert. Teil zwei ist daher ein Ego-Shooter, während sich der erste Teil noch einer isometrischen 2D-Ansicht bedient. Der Name des Spiels basiert auf der amerikanischen Redewendung „going postal“, was so viel bedeutet wie „einen Amoklauf starten“ oder schlicht „durchdrehen“.
Beide Teile werden aufgrund ihrer deutlichen Gewaltdarstellung, auch gegen unbewaffnete Zivilisten, sehr stark kritisiert. Postal, Postal 2 und Postal III sind in Deutschland indiziert. In Neuseeland und Australien war Postal neben Manhunt ein weiteres Spiel, das durch das Office of Film and Literature Classification keine Prüfung erhielt. Solche Spiele gelten dann in diesen Ländern als verboten – ein ungeprüftes Spiel darf dort nicht verkauft, verliehen, beworben oder importiert werden.

## Postal
Postal versetzt den Spieler in die Rolle des Postal Dude, dem in der Spielwelt etliche Waffen zur Verfügung stehen, um seinem Frust Luft zu verschaffen. 1998 erschien ein Add-on mit dem Titel Special Delivery, das das Spiel um vier Level, neue Soundeffekte, neue Gegner sowie neue Spielmodi erweitert.

## Postal 2
Postal 2 erschien im April 2003 für macOS, Linux und Windows und basierte auf der Unreal Engine 2. Der Spieler übernimmt wieder die Rolle des Postal Dude, der in diesem Teil als großer, dünner Mann mit Sonnenbrille, Bart und Ledermantel dargestellt wird. 
Das Add-on Postal²: Share The Pain erweitert das Spiel um eine Multiplayerfunktion. Diese Version beinhaltet jedoch auch die normale Einzelspielerversion. Der Multiplayerteil von Postal²: Share The Pain wurde am 20. Mai 2008 zum kostenlosen Herunterladen bereitgestellt.
Das Add-on Postal²: Apocalypse Weekend, ist seit Mitte Mai 2005 erhältlich. Es erweitert das Hauptspiel, das in der Woche von Montag bis Freitag spielt, um das Wochenende. Im Gegensatz zum Hauptspiel ist das Add-on linearer aufgebaut, der Spieler kann also seine Wege nicht mehr so frei wählen, wie es im Hauptspiel möglich war. Dadurch gibt es aber eine viel dichtere Story als im Hauptspiel. Es spielt weiterhin in der fiktiven Stadt „Paradise“, die aber um neue Areale erweitert wurde.
Die Mod A Week in Paradise (kurz AWP) erweitert auch die Solo-Kampagne des Hauptspiels um die Features aus Apocalypse Weekend und fügt zahlreiche weitere hinzu. A Week in Paradise benötigt ein installiertes Apocalypse Weekend.
Im Juni 2014 kündigte Running With Scissors den DLC Paradise Lost an. Die Erweiterung für das elf Jahre alte Hauptspiel Postal 2 erschien im April 2015.

## Postal III
Postal III oder auch Postal 3 ist der dritte Teil der Postal-Serie. Bereits 2004 wurde über einen dritten Teil nachgedacht, jedoch begann die Entwicklung erst im Oktober 2006.
Anders als bei Postal² spielt man nun im Third-Person-Modus. Die Handlung läuft in der fiktiven Stadt „Catharsis“ ab, da der Postal Dude seine Heimatstadt Paradise am Ende von Postal 2: Apocalypse Weekend mit einer Atombombe in die Luft sprengte.
Neben dem amerikanischen Entwickler Running With Scissors arbeiteten auch die russischen Studios Trashmasters und Akella an dem Spiel.
Für die Entwicklung lizenzierte das Studio die Source-Engine von Valve, die das erste Mal in Half-Life 2 (2004) zum Einsatz kam.

## Postal 4: No Regerts
Postal 4: No Regerts startete als vierter Teil der Serie am 14. Oktober 2019 in den Early Access. Die Vollversion wurde am 2. April 2022 veröffentlicht.

## Postal: Brain Damaged
Mit Postal: Brain Damaged erschien am 9. Juni 2022 der, von Hyperstrange und CreativeForge Games entwickelte, actionorientierte Ableger der Reihe. Anders als in den Hauptspielen der Postal-Reihe muss der Spieler keine alltäglichen Aufgaben in einer Open-World-Umgebung erledigen, sondern folgt in linearen Levels über drei Episoden dem Postal Dude durch dessen verzerrte Traumwelt beim Kampf gegen Karen: The Manager Slayer, Big Bad Rona und auf der Suche nach Leon Dusk.

## Spielesammlungen

### Postal Fudge Pack
Am 13. November 2006 veröffentlichte RWS die Spielesammlung Postal Fudge Pack, die alle Teile und Add-ons der Serie, Mods und weitere Extras enthält. Die Sammlung erschien auf einer Hybrid-DVD für Windows, Linux und Mac mit folgendem Inhalt:
- Postal Plus (Postal mit Add-on Special Delivery)
- Postal²: Share the Pain (Postal² mit Multiplayer-Erweiterung Share the Pain)
- Postal²: Apocalypse Weekend (Add-on für Postal²)
- Eternal Damnation (Mod für Postal²: Share the Pain)
- A Week in Paradise (Mod für das Add-on Apocalypse Weekend)
- Extras (Videos, Trailers, Fotos von „Postal Babes“ und Mitschnitt eines Radiointerviews)

Das Postal Fudge Pack wurde von der BPjM im März 2008 in die Liste B aufgenommen und besitzt demnach nach Ansicht der Bundesprüfstelle möglicherweise strafrechtlich relevante Inhalte.

### Postal 10th Anniversary Collectors Edition
Diese limitierte Sammler-Edition wurde als Müsli-Schachtel der Marke „Postal KrotchyO's“ veröffentlicht. Es sind wieder alle Teile und Add-ons der Serie enthalten sowie weitere Extras.
Die Sammlung enthält:
- Postal Plus (Postal mit Add-on Special Delivery)
- Postal²: Share the Pain (Postal² mit Multiplayer-Erweiterung Share the Pain)
- Postal²: Apocalypse Weekend (Add-on für Postal²)
- Eternal Damnation (Mod für Postal²: Share the Pain)
- A Week in Paradise (Mod für Postal²)
- A Very Postal Christmas (Mod für Postal²)
- Audio-CD Music To Go Postal By
- Extras (Videos, Trailers, Fotos von „Postal Babes“ und Mitschnitt eines Radiointerviews, Stickerbogen)
- Sneak Preview zum Kinofilm und Postal³
- Gewinnspiel „Golden Ticket“ für ein Christmas-Dinner mit den Entwicklern

### Postal 20th Anniversary Collectors Edition
Die Sammlung enthält:
- Postal 1
- Postal²: Share the Pain (Postal² mit Multiplayer-Erweiterung Share the Pain)
- Postal²: Apocalypse Weekend (Add-on für Postal²)
- Postal²: Paradise Lost (DLC für Postal²)
- Postal Redux (Remake von Postal)
- Postal The Movie (Verfilmung)
- Postal III
- Postal XX Sticker (Aufkleber)
- Running With Scissors Temporary Tattoo (Tätowierung zum Aufkleben)
- Krotchy’s Nut Rag (Handtuch)
- Postal XX Art Book (Artbook)

## Verfilmung
Am 24. Oktober 2005 gab Running with Scissors, der Entwickler des Spiels und Rechteinhaber bekannt, dass ein Film geplant sei. Der wegen kontroverser Filme umstrittene Regisseur Uwe Boll führte Regie. Als Marketingmaßnahme kündigte Boll an, dass in Postal alle Elemente, die die Fangemeinde an der Computerspielreihe liebe, vorkommen werden. Schwarzer Humor, exzessive Gewalt und selbst der Katzenschalldämpfer wurden genannt. Als „(Postal) Dude“ stand der Schauspieler Zack Ward vor der Kamera. In Deutschland kam der Film am 18. Oktober 2007 in die Kinos und ist inzwischen auf DVD und Blu-ray Disc erhältlich.
2025 erschien der Dokumentarfilm Going Postal: The Legacy Foretold der US-amerikanischen Regisseure Tad Sallee und Jason Sikorsky. Premiere hatte der Film, der die Entwicklungsgeschichte der Postal-Spiele nachzeichnet, am 19. Februar 2025 auf dem Santa Fe Filmfestival im US-amerikanischen Santa Fe.